# Custódio Ribeiro Pereira Guimarães
Custódio Ribeiro Pereira Guimarães (Moreira do Rei, Portugal - Pouso Alto, Brasil, antes de 1824) foi um sargento-mor e capitão de ordenanças de Minas Gerais pela coroa portuguesa. Foi um dos maiores tropeiros e o maior exportador de tabaco de Minas Gerais entre finais do século XVIII e primeiro quartel do século XIX.

## Origem e família
Era português, nasceu na segunda metade do século XVIII na freguesia de Coreto de São Martinho de Moreira do Rei, Monte Longo, Arcebispado de Braga, na região do Minho, norte de Portugal. Era filho de Francisco Ribeiro da Cunha e de Mariana Gonçalves.
Chegou ao Brasil, vindo de Portugal em meados do século XVIII, contando com uns 18 anos.	
Assim que chegou ao Brasil, Custódio dirigiu-se para Ouro Preto, onde morava um tio, proprietário de uma mina de ouro. Trabalhando na mina aurífera de seu tio, que era muito rico, foi alertado por empregados deste de que ali não deveria permanecer, pois que tal ocupação era bastante perigosa. Efetivamente, pouco tempo depois, um desabamento na mina quase mata vários operários, que só se salvaram graças a pronta e corajosa intervenção do jovem Custódio.
Resolvido a partir, comunicou sua vontade ao tio, que o aprova e o abençoa. Deu-lhe 200.000 réis e uma letra de um conto de réis, para ser descontada junto a outro tio, residente em São Paulo. Era esta quantia uma verdadeira fortuna para a época.
Chegando a São Paulo, procura pelo tio, que desconta a letra de um conto de réis, e lhe diz que São Paulo já era uma cidade muito explorada, aconselhando-o a partir para as bordas da Serra da Mantiqueira.
Seguindo o conselho do tio, Custódio partiu para a Vila de Cruzeiro, fixando-se na Serra da Mantiqueira aonde, às margens da trilha que conduzia a Minas Gerais. No interior da província de Minas Gerais, Custódio ergueu uma pousada. Marcou, então, suas terras requerendo a sesmaria. Deu ao lugar o nome de Fazenda do Pico. Posteriormente a fazenda passou a se chamar, Fazenda da Chapada e passou à posteridade como sendo o Velho da Chapada.
Custódio casou-se com Maria Ribeiro de Carvalho e tiveram seis filhos: Padre Custódio Ribeiro Pereira Guimarães, vigário de Santana do Capiravi; Capitão Francisco Ribeiro de Carvalho e Cunha; Alferes Joaquim Ribeiro de Carvalho; Capitão Manoel José Ribeiro de Carvalho; Coronel Antônio José Ribeiro de Carvalho e João Ribeiro de Carvalho. Todos eram vivos quando Maria Ribeiro de Carvalho fez o seu testamento a 1 de Junho de 1803. Nesta data o casal residia na sua morada de casas da Capela do Capiravi, em Pouso Alto. Possuíam 150 escravos "entre grandes e pequenos", 86 bestas muares, seis cavalos, 27 éguas e 300 cabeças de gado vacum. Maria morreu pouco depois, tendo sido sepultada a 21 de Junho de 1803 na Capela de Santana do Capiravi.

## Proprietário e tropeiro
A 24 de Novembro de 1800 a rainha D. Maria I concedeu-lhe o posto de capitão de ordenanças de Minas Gerais.
O Sargento-mor Custódio Ribeiro Pereira Guimarães foi um dos maiores tropeiros da região, entre fins do século XVIII e início do século XIX. Entre 1802 e 1822 foi o maior exportador de tabaco de Minas Gerais, com uma exportação anual que excedia as 1000 arrobas.
Segundo Luis Barcelos de Toledo, “Como era conhecida a antiga freguesia do Espírito Santo dos Cumquibus e, posteriormente, Cristina, foi ocupado por proprietários oriundos de Baependi, Pouso Alto, Aiuruoca e alguns portugueses. Dentre estes últimos, destaca-se o capitão-mor Custódio Ribeiro Pereira Guimarães, que em 1811, teria chegado à região e adquirido a fazenda “Três Barras”. Um dos mais antigos documentos (...) sobre os primeiros habitantes deste lugar, é um inventário de 1805, na fazenda do Ribeirão do Carmo, denominada “Três Barras”, por falecimento de Anna Joaquina da Silva, morta a 14 de agosto de 1803, sendo inventariante seu marido, Manoel Ramos da Silva. Em 1811, essa mesma fazenda foi vendida por Manoel Ramos da Silva e seus herdeiros, ao capitão-mor Custódio Ribeiro Pereira Guimarães, abastado fazendeiro de Pouso Alto, conhecido por “Chapada”, derivado do lugar onde residia; que nessa mesma ocasião também comprou e tirou em pagamento da quantia que lhe devia Antonio José Pereira, a fazenda denominada “Palmital”, unida a das “Três Barras”, que Pereira havia comprado a seu primitivo dono, o Alferes Antônio José Rodrigues. Na descrição das divisas dessas duas propriedades declarou-se que elas confrontavam com as terras de Antônio José de Souza, João Fernandes da Silva, proprietário da fazenda Pitangal, e Manoel Carneiro Santiago, dono da fazenda Água Limpa; prova-se com esse documento que em 1811, já existiam, embora ainda em sertão, as fazendas do Pitangal e Água Limpa, ambas no território do, posteriormente, Curato do Espírito Santo dos Cumquibus.”
A Sesmaria das Três Barras está ainda hoje na posse da família, sendo o actual proprietário Kleber de Castro Junqueira, estando actualmente dedicada à produção de café.
Como era tropeiro o Sargento-Mor Custódio Ribeiro Pereira Guimarães passou pelo menos 15 vezes pelo Registro da Mantiqueira entre 1782 e 1788. Sendo grande fazendeiro que era, “Negociava com fazendas secas e Bestas novas”.
Em 1813, na correspondência do conde da Palma, é documentado como “acionista do Banco do Brasil”.
O Sargento-Mor e Capitão Custódio Ribeiro Pereira Guimarães gozava de grande prestígio e merecida fama de grande fazendeiro. Juntamente com seus filhos, passou a ser proprietários de grandes extensões de terras, que se estendiam por vários municípios, entre eles, Passa Quatro, Itamonte, Itanhandú, Alagoa, Pouso Alto, São Sebastião do Rio Verde, Virgínia, Carmo de Minas e Dom Viçoso. Pode-se calcular que o somatório dessas áreas deveria exceder os 30 ou 35 mil hectares de terras.
Dizia-se na carta de Dispensa de Impedimento de casamento de seu filho Capitão Francisco Ribeiro de Carvalho e Cunha com Ana Rodrigues, datada de 1803, a seguinte frase mencionando Custódio: “- O pai do orador é abastado e tem numerosa família ocupando honroso cargo da Republica.”